# Сваловка
Сваловка — село в Чарышском районе Алтайского края. До 4 марта 2022 года входило в состав сельского поселения Краснопартизанский сельсовет.

## История
Основано в 1890 г. В 1928 году состояло из 89 хозяйств, основное население — русские. В административном отношении являлось центром Сваловского сельсовета Бащелакского района Бийского округа Сибирского края.

## Население
| 1926 | 2002 | 2005 | 2006 | 2007 | 2008 |
| ---- | ---- | ---- | ---- | ---- | ---- |
| 433  | ↘93  | ↘56  | ↘47  | ↘45  | ↘28  |
| 2009 | 2010 | 2011 | 2012 | 2013 |      |
| ↘26  | ↘25  | ↗27  | ↘18  | ↘17  |      |

Национальный состав
Согласно результатам переписи 2002 года, в национальной структуре населения русские составляли 94 %.